# Justyna Martyniuk-Pęczek
Justyna Aniela Martyniuk-Pęczek (ur. 20 października 1976) – polska urbanistka i architektka, doktor habilitowana inżynier nauk technicznych w dyscyplinie architektura i urbanistyka, z dodatkową specjalnością architektonicznego projektowania światłem, wykładowczyni Wydziału Architektury Politechniki Gdańskiej oraz Wydziału Architektury, Inżynierii i Sztuki Sopockiej Akademii Nauk Stosowanych. 

## Życiorys
W 2006 doktoryzowała się na Politechnice Gdańskiej na podstawie pracy Rola światła sztucznego w kreowaniu przestrzeni publicznej (promotor: Mieczysław Kochanowski). W 2014 habilitowała się tamże na podstawie rozprawy Od pragmatyzmu do masowej indywidualizacji w kształtowaniu form oświetlenia miasta. Stypendystka DAAD oraz Fundacji Fulbrighta. Podczas pobytu w Massachusetts Institute of Technology ukończyła SPURS – Special Program for Urban and Regional Studies.
Pracuje jako profesor nadzwyczajna w Katedrze Urbanistyki i Planowania Regionalnego Wydziału Architektury Politechniki Gdańskiej. Współredaktorka katedralnej serii wydawniczej Miasto-Metropolia-Region. Uczestniczyła w wielu badaniach i grantach, część z nich koordynując. Wykłada także na Wydziale Architektury, Inżynierii i Sztuki Sopockiej Akademii Nauk Stosowanychgdzie prowadzi zajęcia m.in. z architektonicznego projektowania światłem. 
Obszarem jej zainteresowań naukowych jest urbanistyka, w obrębie której koncentruje się na: kształtowaniu współczesnych przestrzeni publicznych ze szczególnym uwzględnieniem kwestii oświetlenia; rewitalizacji zdegradowanych struktur miejskich, ze szczególnym uwzględnieniem kwestii kształtowania przestrzeni publicznych i nowych struktur mieszkaniowych; rozwoju współczesnych miast i metropolii.
Jest autorką koncepcji urbanistycznych oraz projektów oświetlenia wnętrz publicznych i urbanistycznych oraz iluminacji obiektów.

## Wybrane publikacje
- Justyna Martyniuk-Pęczek, Olga Martyniuk, Tomasz Parteka, Gniazda przedsiębiorczości w polskim modelu miasta krawędziowego, Gdańsk: Wydawnictwo Politechniki Gdańskiej, 2018.
- Justyna Martyniuk-Pęczek, Światła miasta, Marina, 2014, ISBN 978-83-61872-72-6.
- Justyna Martyniuk-Pęczek, Od pragmatyzmu do masowej indywidualizacji w kształtowaniu form oświetlania miasta, Gdańsk: Wydział Architektury Politechniki Gdańskiej, 2013, ISBN 978-83-64333-01-9.